# 大东联盟
大東联盟（英語：Big East Conference，Big East），是美国一个大学体育竞技联盟，属于NCAA第一级别。联盟於2013年8月1日認可為NCAA第一级别綜合型体育竞技联盟。
联盟核心成员為原大东联盟中七間天主教大學 。2012年12月與有资助美式橄榄球的成員分開，另組联盟專注作籃球發展。2013年3月1日達成協議繼承了大东联盟的名稱、標誌及男子籃球锦标赛。2013年7月1日，联盟創立及加入了三名新成員。

## 运动
联盟分别资助NCAA认可的十项男子及十二项女子运动。九间院校为联系会员。